# HMS Exmouth (1901)
O HMS Exmouth foi um couraçado pré-dreadnought operado pela Marinha Real Britânica e a sexta e última embarcação da Classe Duncan. Sua construção começou em agosto de 1899 nos estaleiros da Laird Brothers e foi lançado ao mar em agosto de 1901, sendo comissionado na frota britânica em junho de 1903. Era armado com uma bateria principal composta por quatro canhões de 305 milímetros montados em duas torres de artilharia duplas, tinha um deslocamento carregado de mais de quinze mil toneladas e alcançava uma velocidade máxima de dezenove nós.
O Exmouth teve um início de carreira tranquilo e sem incidentes, servindo na Frota do Mediterrâneo, Frota do Canal e Frota do Atlântico, muitas vezes como capitânia. A Primeira Guerra Mundial começou em 1914 e o navio inicialmente foi designado para patrulhas no Mar do Norte. Foi enviado para o Mar Mediterrâneo em 1915 a fim de dar suporte para a Campanha de Galípoli, depois atuando também na Grécia e Oceano Índico. Voltou para casa em 1917 e colocado na reserva, sendo usado como alojamento flutuante. Foi descomissionado em 1919 e desmontado em 1920.